# Nokia 7110
El Nokia 7110 es un teléfono móvil GSM anunciado en febrero de 1999 y lanzado en octubre de 1999. Fue el primer teléfono móvil de la Serie 40, y venía con navegador WAP.

## Variantes

### Nokia 7110 (NSE-5)
La versión básica, pensada para ser utilizada en redes GSM europeas. Funciona en GSM 900/1800.

### Nokia 7160 (NSW-5)
Esta versión está destinada a ser utilizada en redes TDMA/AMPS. Funciona en TDMA 850/1900 y AMPS 850.

### Nokia 7190 (NSB-5)
Esta versión está destinada a ser utilizada en redes GSM americanas. Funciona en GSM 1900.

## Características
El 7110 fue el segundo teléfono de Nokia con una cubierta deslizante que podía usarse para responder y finalizar llamadas de voz. Al igual que con el 8110 anterior, al desplegar la cubierta, el micrófono se acerca a la boca del usuario, mejorando la claridad de la recepción de la voz. Una novedad del 7110 fue un mecanismo de apertura presionando un pulsador, que liberaba la cubierta mediante un pequeño pestillo de metal en la parte posterior del teléfono. La tapa también se puede abrir manualmente.
La conectividad se proporciona a través de un transceptor IrDA estándar en el borde superior del teléfono. También se puede conectar un cable de red al terminal de expansión del teléfono, para permitir la sincronización del contenido del teléfono y permitir que el teléfono funcione como módem. Las capacidades de datos están limitadas a datos conmutados por circuitos; el GPRS no estaba disponible en este teléfono. El mininavegador WAP estableció una conexión a Internet mediante CSD.
Se utilizó un rodillo de navegación en lugar de los conocidos botones de arriba y abajo, lo que permitía al usuario desplazarse rápidamente por las listas de opciones; al presionar el rodillo se seleccionaba la opción resaltada en ese momento.
El 7110 fue el primer teléfono móvil en implementar el texto predictivo T9 para componer mensajes SMS, pero el 3210 fue el primer teléfono en combinar T9 y antena interna.

## Curiosidades
En contraposición al mito popular, aunque el Nokia 7110 es el primer móvil con cubierta con resorte que oculta el teclado, este no es el modelo que aparece en la primera película de Matrix, sino un Nokia 8110 (hecho tres años antes), que fue adaptado con un mecanismo de resorte para la película de 1999.